# Piazza di Santa Maria in Trastevere

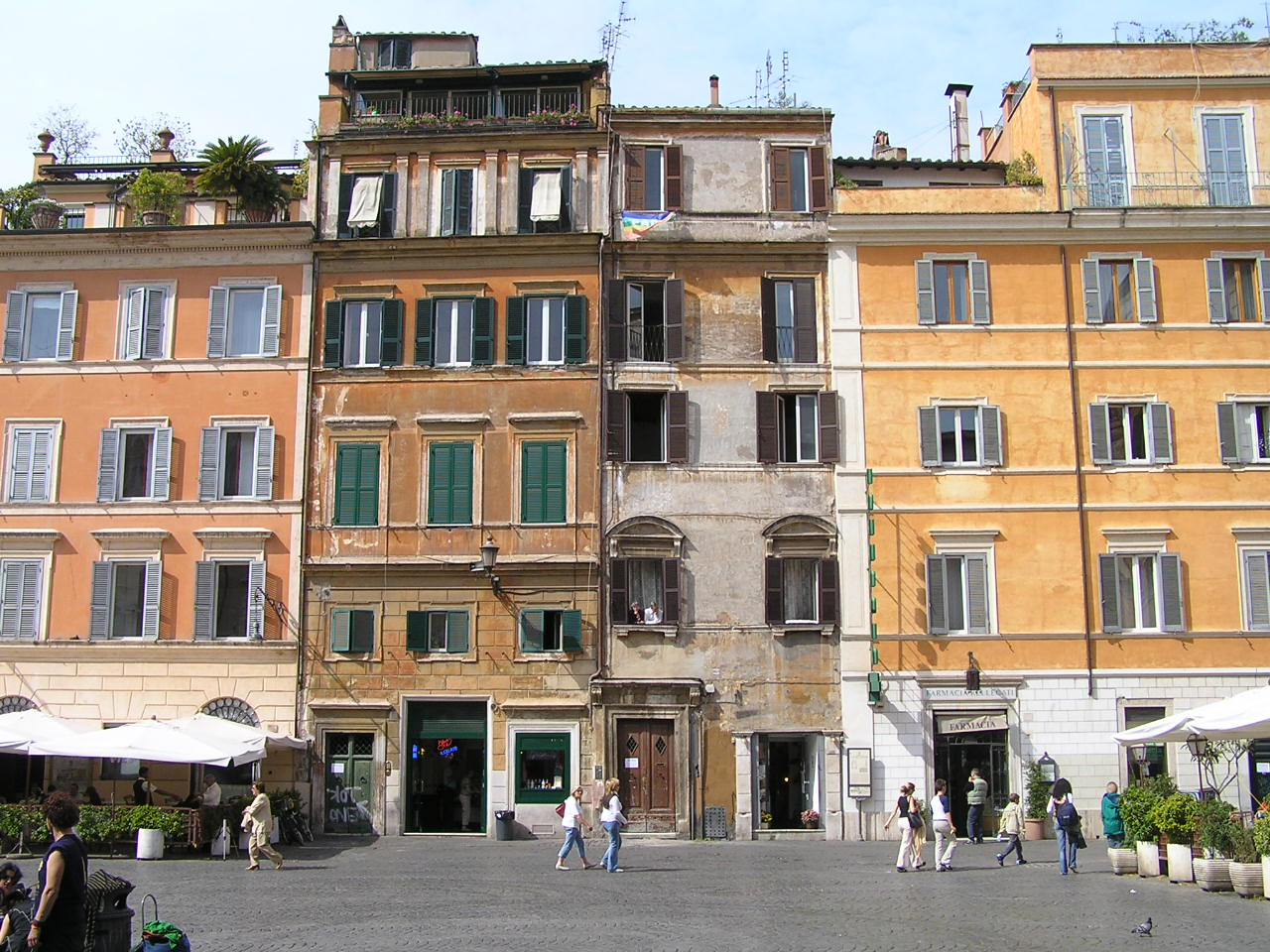
Piazza di Santa Maria in Trastevere.

Piazza di Santa Maria in Trastevere é uma das praças mais importantes de Roma, situada no centro do rione Trastevere.

## História
Esta praça deve seu nome à basílica Santa Maria in Trastevere, fundada no século III, pelo papa Calisto I, e renovada no século XII por ordem do papa Inocêncio II. No centro da praça está a Fontana di piazza Santa Maria in Trastevere, uma das mais antigas de Roma, que foi muitas vezes restaurada, a última delas pelo arquiteto ítalo-suíço Carlo Fontana no final do século XVII.